# Artèria

Les principals artèries del cos humà

Una artèria és qualsevol dels vasos tubulars que condueixen la sang des del cor als teixits de l'organisme.
L'aparell circulatori, compost per artèries i venes, és fonamental per mantenir la vida. La seva funció és el lliurament d'oxigen i nutrients a totes les cèl·lules, així com la retirada del diòxid de carboni i els productes de rebuig, el manteniment del pH fisiològic, i la mobilitat dels elements, les proteïnes i les cèl·lules del sistema immunitari. Als països desenvolupats, les dues causes principals de mort, l'infart de miocardi i el vessament cerebral, són el resultat directe de la deteriorament lent i progressiu del sistema arterial, un procés que pot durar molts anys (vegeu Ateroesclerosi).

## Histologia
Les artèries són conductes membranosos, elàstics, amb ramificacions divergents, encarregats de distribuir per tot l'organisme la sang expulsada de les cavitats ventriculars del cor a cada sístole.
Cada vas arterial consta de tres capes concèntriques:
- Interna o íntima, de teixit connectiu: constituïda per l'endoteli (un epiteli simple pla), una làmina basal i una capa de teixit connectiu subendotelial. L'íntima està present en tots els vasos (artèries o venes) i la seva composició és idèntica en tots. La classificació dels vasos depèn per tant de la descripció histològica de les altres dues capes.

- Mitjana: composta per fibres musculars llises disposades de forma concèntrica, fibres elàstiques i fibres de col·lagen, en proporció variable segons el tipus d'artèria. A les artèries, la mitjana és una capa d'aspecte compacte i de gruix regular.

- Externa o adventícia: formada per teixit conjuntiu lax, compost fonamentalment per fibroblasts i col·lagen. En artèries de diàmetre superior a 1 mm, la nutrició d'aquestes túniques o capes és a càrrec dels vasa vasorum; i la seva innervació, dels nervi vasorum (fenòmens vasomotors).

Els límits entre les tres capes estan generalment ben definits en les artèries. Les artèries presenten sempre una làmina elàstica interna separant l'íntima de la mitjana, i (a excepció de les arterioles) presenten una làmina elàstica externa que separa la mitjana de la adventícia. La làmina elàstica externa continua sovint amb les fibres elàstiques de la adventícia.

## Estructura dels vasos sanguinis
En la circulació general o sistèmica, la sang que surt impulsada del cor passa a través d'un sistema de vasos arterials de diàmetre cada vegada més reduït, fins a arribar als teixits, per tornar després al cor a través del sistema venós. En esquema, el cicle es pot resumir així:
| Tipus de vas        | Diàmetre (mm) | Funció                               |
| ------------------- | ------------- | ------------------------------------ |
| Aorta               | 25            | Amortiment del pols i distribució    |
| Arteries elàstiques | 1-4           | Distribució                          |
| Arteries musculars  | 0.2-1.0       | Distribució i resistència            |
| Arterioles          | 0.01-0.02     | Resistència (regulació flux/pressió) |
| Capil·lars          | 0.006-0.010   | Intercanvi gasos/nutrients/deixalles |
| Vènules             | 0.01-0.02     | Intercanvi, recollida i capacitància |
| Venes               | 0.2-5.0       | Capacitància (volum sanguini)        |
| Vena cava           | 35            | Recollida                            |

A més del diàmetre, els diferents vasos presenten diferències en la composició de les tres capes.
Hi ha dues artèries que surten directament del cor:
- L'artèria aorta, que porta la sang oxigenada des del ventricle esquerre a tot l'organisme.
- L'artèria pulmonar, que condueix la sang des del ventricle dret fins als pulmons, on s'oxigena. Després aquesta sang torna a l'aurícula esquerra del cor.

### Artèries musculars
Constitueixen les artèries petites i mitjanes de l'organisme. La mitjana forma una capa compacta, essencialment muscular, amb una fina xarxa de làmines elàstiques. No hi ha làmina externa elàstica. Exemple: les artèries coronàries.
La major part del volum sanguini es troba a les venes i vènules, mentre que la major caiguda de pressió passa a les petites artèries i en les arterioles.

### Arterioles
Són les artèries més petites i contribueixen de manera fonamental a la regulació de la pressió sanguínia, mitjançant la contracció variable del múscul llis de les seves parets, i a la regulació de l'aportació sanguínia als capil·lars.
De fet, la regulació principal del flux sanguini global i de la pressió sanguínia general es produeix mitjançant la regulació col·lectiva de les arterioles: són els principals tubs ajustables en el sistema sanguini, on té lloc la major caiguda de pressió. La combinació del cabal cardíac i la resistència vascular sistèmica, que es refereix a la resistència col·lectiva de totes les arterioles de l'organisme, són els principals determinants de la pressió arterial en un determinat moment.

### Capil·lars
Els capil·lars són les regions del sistema circulatori on té lloc l'intercanvi de substàncies amb els teixits adjacents: gasos, nutrients o materials de rebuig. Per afavorir l'intercanvi, els capil·lars presenten una única cèl·lula endotelial que els separa dels teixits. A més, els capil·lars no estan envoltats per múscul llis. El diàmetre d'un capil·lar és menor que el diàmetre d'un glòbul vermell (que normalment mesura 7 micròmetres de diàmetre exterior), per la qual cosa al seu pas pels capil·lars, els glòbuls vermells s'han de deformar per poder travessar-los. El petit diàmetre dels capil·lars proporciona una gran superfície per afavorir l'intercanvi de substàncies.
En els diferents òrgans, els capil·lars realitzen funcions similars, però s'especialitzen en una o altra:
- en els pulmons, s'intercanvia diòxid de carboni per oxigen;

- en els teixits, s'intercanvien oxigen per diòxid de carboni i nutrients per productes de rebuig;

- en els ronyons, s'alliberen els productes de rebuig per ser eliminats de l'organisme a través de l'orina;

- a l'intestí, es recullen nutrients i s'eliminen productes de rebuig, que s'expulsen amb la femta.

## Pressió arterial
El sistema arterial és la part del sistema circulatori que posseeix la pressió més elevada. La pressió arterial varia entre el pic produït durant la contracció cardíaca, el que s'anomena pressió sistòlica, i un mínim, o pressió diastòlica entre dues contraccions, quan el cor s'expandeix i s'omple. Aquesta variació de la pressió en les artèries produeix el pols, que pot observar-se en qualsevol artèria, i que reflecteix l'activitat cardíaca. Les artèries, per les seves propietats elàstiques, també ajuden al cor a bombar sang, generalment oxigenada, cap als teixits perifèrics.

## Història
Entre els grecs clàssics, les artèries es consideraven com "tubs buits" responsables del transport d'aire als teixits, connectades a la tràquea. Aquesta interpretació es deu al fet que, en els organismes morts, les artèries es troben buides, perquè tota la sang passa al sistema venós.
A l'edat mitjana, es considerava que les artèries transportaven un fluid, denominat "sang espiritual" o "esperit vital", diferent del contingut de les venes. Aquesta teoria es remunta fins Galè. En el període medieval tardà, la tràquea, i els lligaments també es denominaven "artèries".
William Harvey va descriure i va popularitzar el concepte modern del sistema circulatori i les funcions de les artèries i les venes al segle xvii. Encara que l'espanyol Miguel Servet va descriure la circulació pulmonar un quart de segle abans que Harvey naixés, el va escriure en un llibre de teologia (Christianismi Restitutio, publicat el 1553), que va ser considerat com heretgia i el va conduir a la foguera per part de l'església protestant. En conseqüència, gairebé totes les còpies del llibre van ser cremades excepte tres, que van ser descobertes dècades més tard.
Alexis Carrel a principis de segle xx va ser el primer a descriure la tècnica de sutura de vasos i l'anastomosi, i va realitzar amb èxit molts trasplantaments d'òrgans en animals, obrint així la via a la moderna cirurgia vascular.

## Patologies de les arteries
- Arteriosclerosi
- Ateroesclerosi
- Arteritis de cèl·lules gegants
- Aneurisma de l'aorta